# Transmissionsmechanismus
Der Prozess, mittels dessen sich geldpolitische Entscheidungen auf die Wirtschaft auswirken, wird als Transmissionsmechanismus der Geldpolitik bezeichnet. Die geldpolitischen Impulse werden über einzelne Verbindungen (Transmissionskanäle) übertragen. Oft unterscheidet man hierbei zwischen Zinskanal, Kreditkanal, Wechselkurskanal und Vermögenskanal. Die Geldpolitik wirkt durch alle Kanäle, aber unterschiedlich – je nach z. B. Finanzstruktur der Wirtschaftssubjekte (Zinsreagibilität der Vermögenspositionen, Laufzeit der Finanzinstrumente etc.).
Die verschiedenen ökonomischen Denkschulen bewerten einzelne Auswirkungen unterschiedlich. So hebt z. B. der Keynesianismus die Transmission fiskalpolitischer Impulse auf das BIP stärker hervor als der Monetarismus, während Letzterer der Geldpolitik einen besonderen Einfluss auf das Preisniveau beimisst.

## Transmissionskanäle

### Zinskanal
Zinsveränderungen der Zentralbank lösen Anpassungen bei verschiedenen Akteuren aus. Zinsveränderungen können direkte und indirekte Folgen haben. Unter direkten Folgen versteht man die Auswirkungen auf die Kapitalkosten. Bei den indirekten Zinswirkungen stehen die Substitutionseffekte in Bezug auf ein Portfolio im Vordergrund. Laut der Portfoliotheorie ist es das Ziel eines Anlegers, eine optimale Kombination von Anlagealternativen in einem Portfolio zu haben, so dass bei gegebener Rendite kein geringeres Risiko erreicht werden kann. Demnach schichten Banken, Unternehmen und private Haushalte ihre Vermögenspositionen bei Zinsänderungen durch die Zentralbank entsprechend um.

### Wechselkurskanal
Zwischen Zinsen und Wechselkursen besteht ein enger Zusammenhang. Steigen durch eine restriktive Geldpolitik im Inland die Zinsen, ist beispielsweise zu erwarten, dass mehr Kapital aus dem Ausland zufließt. Die Nachfrage nach inländischer Währung steigt, was zu einer Aufwertung führt. Hierdurch verändern sich die Preise handelbarer Güter: Bei einer Aufwertung werden Exporte teurer und Importe billiger. Die im Inland wirksam werdende Nachfrage schwächt sich ab. Die restriktive Geldpolitik wird also durch die induzierten Wechselkursänderungen unterstützt. Gleiches gilt für die expansive Geldpolitik.

### Vermögenskanal
Die Geldpolitik wird auch über die Preise von Vermögenswerten übertragen. Wenn eine Zentralbank expansive Geldpolitik betreibt, die zu einer Senkung der Zinssätze führt hat das zum Beispiel zur Folge, dass Anleihen im Vergleich zu Aktien weniger attraktiv erscheinen. Dadurch wird die Aktiennachfrage (tendenziell) steigen, was wiederum die Aktienpreise in die Höhe treibt. Eine Zinssenkung führt auch dazu, dass die Kosten der Wohnungsfinanzierung sinken, wodurch die Immobilienpreise (tendenziell) ansteigen.

### Kreditkanal
Mit Kreditkanal (englisch credit channel) wird ein transmissionstheoretischer Ansatz bezeichnet, der die besondere Rolle der Kreditvergabe der Geschäftsbanken im Transmissionsprozess herausstellt. Er bezieht sich vor allem auf restriktive geldpolitische Maßnahmen. Ausgangspunkt bildet die Beobachtung, dass im Gefolge restriktiver Geldpolitik die realen Wirkungen (z. B. Rückgang der Investitionen) stärker ausfallen als aufgrund einer nur mäßigen Veränderung der Marktzinsen zu erwarten wäre. Als allgemeine Ursache gelten informationsbedingte Kreditangebotsbeschränkungen der Geschäftsbanken, die in eine Kreditselektion zu Lasten bestimmter Kreditnehmer oder sogar Kreditrationierung einmünden.

## Arten
Im Wesentlichen wird unterschieden zwischen strom- bzw. bestandsgrößenorientierten Transmissionsstrategien:
Bestandsgrößenorientierte Ansätze:
- Monetaristischer Transmissionsansatz
- Postkeynesianischer Transmissionsansatz

Stromgrößenorientierte Ansätze:
- Kredittheoretischer Transmissionsansatz
- Keynsianischer Transmissionsansatz

### Monetaristischer Transmissionsansatz
Als Monetärer Transmissionsmechanismus bezeichnet man die Auswirkungen geldpolitischer Entscheidungen auf die Volkswirtschaft und insbesondere auf das Preisniveau. Die Geldpolitik der Notenbank beeinflusst die Finanzierungsbedingungen (z. B. durch Änderung der Geldbasis), die Konjunktur- und Inflationserwartungen in einer Volkswirtschaft und kann sich dadurch auf Wechselkurs, Güter- und Vermögenspreise auswirken.
Die monetaristische Geldpolitik (auch "Theorie der relativen Preise") ist überwiegend erklärt aus dem Zusammenhang zwischen Geldmenge und Preisniveau. Bei bestandsorientierten Konzepten spielt das Vermögen die zentrale Rolle und auch hier sind die Prämissen der Preistheorie die Grundlagen der Betrachtung. Die Wirtschaftssubjekte denken rational und orientieren sich bei ihrem wirtschaftlichen Verhalten an dem Preis- und Zinsniveau. Wirtschaftsobjekte sind alle Güter (Konsumgüter, Produktionsmittel) die einen Nutzen stiften und zur Erzielung eines Ertrages (Geld, Wertpapiere, Bankeinlagen) dienen. Weitere Prämissen sind das 1. Gossensche Gesetz sowie auch das 2. Gossensche Gesetz, wobei die Voraussetzung immer die Substituierbarkeit aller Vermögenswerte ist. Grund für die Transmission ist ein Vermögensungleichgewicht hervorgerufen durch zentralbankpolitische Maßnahmen, die auf die Geldbasis wirken. Der darauffolgende Prozess ist davon gekennzeichnet, dass eine Erhöhung der monetären Basis eine Zunahme der Geldmenge nach sich zieht. Wirtschaftssubjekte halten damit eine Überschusskasse. Im Folgenden finden Umschichtungsprozesse innerhalb der Wirtschaftssubjekte bzw. Wirtschaftsobjekte statt. Hierbei ist sowohl das Finanzvermögen, als auch das Sachvermögen beteiligt. In diesem Zusammenhang finden Substitutionsvorgänge innerhalb des Vermögens statt, die den Kern der Theorie bilden.
Der Prozess vollzieht sich vom Finanzvermögen hin zum realen Sektor, Sachvermögen.
Es werden neue statt schon existierende Güter nachgefragt. Auf diese Weise steigt die Nachfrage nach Konsum- und Investitionsgütern. An dieser Stelle werden Stromgrößen in den Prozess einbezogen. Um der gestiegenen Güternachfrage nachzukommen, findet eine Produktionsausweitung statt. Mit ihr gehen anschließend positive Beschäftigungseffekte einher, aber auch das Preisniveau für neu produzierte Sachgüter steigt. Die Zentralbank hat hierdurch ihre monetären Ziele erreicht. Kritikpunkte an diesem Ansatz sind zum einen die Rückkopplungsprozesse (Erhöhung der Kreditnachfrage, damit erhöhte Zinsen) und zum anderen führen die Geldmengenzunahmen langfristig zu Preisniveausteigerungen.

### Postkeynesianischer Transmissionsansatz
Dieses Übertragungskonzept (auch tobinsche Transmissionstheorie) monetärer Impulse in den realen Sektor geht auf den Wirtschaftswissenschaftler James Tobin zurück. Hier wird ebenfalls wie bei den monetaristischen Ansätzen, das Vermögen in den Mittelpunkt der Überlegungen gerückt. Die Wirtschaftssubjekte streben auch hier eine ideale Verteilung ihres Finanz- und Sachvermögens an. Dennoch gibt es einen wesentlichen Unterschied, denn im Gegensatz zum monetaristischen Transmissionsansatz spielen nicht nur die Renditeerwartungen, sondern vielmehr die Risikoabschätzungen eine entscheidende Rolle in der Auswahl der Wirtschaftssubjekte. Dies hat eine Diversifikation des Vermögens zur Folge. Das Risiko der Wirtschaftssubjekte wirkt sich auf die Substitutionsverhältnisse zwischen den Aktivapositionen aus.
Vergleicht man beispielsweise Aktien und Schuldverschreibungen, so gehen die Wirtschaftssubjekte beim Kauf von Aktien (risiko- u. ertragsreich) gemeinhin ein weit höheres Risiko ein, als beim Kauf von Schuldverschreibungen (risiko- u. ertragsarm). Die Wertpapiere würden zwar den Gesamtertrag erhöhen, aber auch das Gesamtrisiko ansteigen lassen. Daraus folgend sind die Wirtschaftssubjekte nicht bereit einen vollkommenen Aktivtausch vorzunehmen, sondern diesen nur teilweise zu substituieren.
Neben diesem Merkmal, gibt es weitere Besonderheiten der tobinschen Transmissionstheorie, wie die Abgrenzung des Finanzvermögens auf das reine Nettovermögen, die Vernachlässigung der Konsumgüternachfrage sowie der Art der Investitionsentscheidung.
In einem nächsten Schritt wird der Ertragssatz für das neu produzierte Sachkapital der Ertragsrate für das bereits vorhandene Sachkapital gegenübergestellt. Diese als Angebotspreis des Kapitals bezeichnete Rendite ist ein Mindestwert, die ein Unternehmer aus einer bereits getätigten Investition erzielen will. Liegen die Nettoeinnahmen aus einer Investition höher als der Angebotspreis des Kapitals, so fällt die Entscheidung zu Gunsten jener aus. Die daraus folgende steigende Investitionstätigkeit belebt die allgemeine wirtschaftliche Aktivität, d. h. die Ziele der Geldpolitik sind erreicht. Allerdings steht für Tobin nicht die Steuerung einer bestimmten monetären Größe (Geldbasis, Geldmenge, Zinsen) im Mittelpunkt, sondern vielmehr ist die Erzeugung eines Zins- bzw. Risikogefälles zwischen Finanzaktiva und Sachvermögen entscheidend.